# 美洲台湾时报
《美洲台灣時報》（Chinese L.A. Daily News）是由偉博文化於1991年12月在美國洛杉磯創刊，報刊內容包括最新新聞，報刊傳播及服務的對象主要是美國當地的華人社區。
《美洲台灣時報》是以台灣移民為目標市場的華文報紙，報刊初期以免費方式每日發行，現每份0.25美元。1991年到1998年期間，台灣新聞內容購於《自由時報》，因此以「自由時報」做為商標；1998年到2003年期間，台灣新聞內容轉購於《台灣日報》，遂以「台灣日報」做為商標；2003年12月起，所有版面內容均由偉博文化製作，正式在美國登記「台灣時報」商標至今。
《美洲台灣時報》內容方面包括台灣移民比较關心的台灣新聞、美國新聞、國際新聞、美國華人社區新聞，以及台湾移民在美生活的有關訊息，是一份綜合性的日報。紙本《美洲台灣時報》在洛杉磯印刷發行，每週7天。《美洲台灣時報》電子版在《華人今日網》上，可免費閱讀或下載。

## 外部連結
- 華人今日網 （页面存档备份，存于）